# Estádio de General Severiano
O Estádio de General Severiano foi um estádio de futebol situado no bairro de Botafogo. O estádio pertencia ao Botafogo de Futebol e Regatas e era muito utilizado antes da construção do Maracanã. O maior artilheiro do estádio é Carvalho Leite, com 101 gols em 90 jogos. O estádio se localizava ao lado da sede do Botafogo, em General Severiano, que permanece intacta.

## História

### Abertura
O campo foi construído em 1912 e inaugurado em 13 de maio de 1913 em partida válida pelo Campeonato Carioca de Futebol, contra o Flamengo. Mais de três mil pessoas acompanharam a vitória botafoguense por 1 a 0, gol de Mimi Sodré.

### Expansão
Em 1937, quando começou a "Campanha do Cimento", que consistia num livro de ouro para doações de torcedores, a reconstrução foi concluída em 1938 e o antigo campo, ainda com estruturas de madeira foi reinaugurado como estádio, estrutura de cimento, em 28 de agosto do mesmo ano. Na cerimônia realizada antes do primeiro jogo, um mapa do Brasil foi desenhado no centro do gramado com terra originada de cada estado do país. O jogo foi contra o Fluminense e Botafogo venceu por 3 a 2.

### Décadas de 30 e 40
Neste estádio o Botafogo decidiu o Campeonato Carioca de 1934, contra o Andarahy, vencendo o jogo por 2 a 1. O Botafogo também decidiu o Campeonato Carioca de 1948, contra o Vasco da Gama, vencendo o jogo por 3 a 1, com o estádio lotado por aproximadamente 20.000 pessoas.

### Demolição
O estádio foi demolido quando o clube perdeu a posse do terreno na década de 1970. A última partida neste estádio deu-se em 30 de novembro de 1974, empate em 2 a 2 com o Madureira. Em 1975, recebeu a primeira edição do Hollywood Rock, que gerou o documentário Ritmo Alucinante. Em 1977, a sede foi vendida para a Companhia Vale do Rio Doce; o clube na época era presidido por Charles Macedo Borer. Com a venda da sede, o futebol do Botafogo foi para Marechal Hermes, e como o antigo estádio foi demolido, lá foi construído um novo.

### A volta sem o estádio

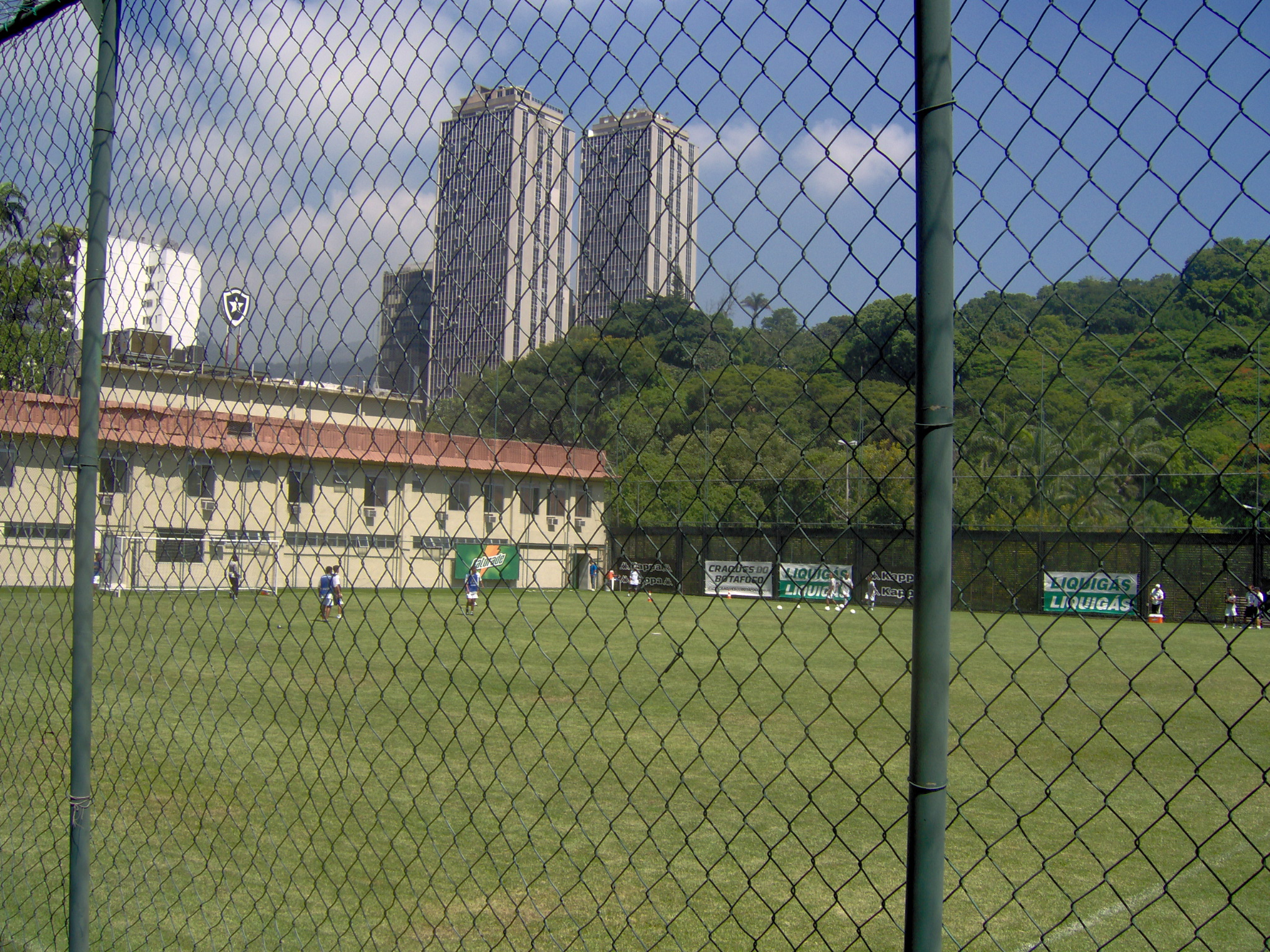
Em 2003, foi construído o Centro de Treinamentos João Saldanha, para o elenco profissional, no antigo local do estádio.

No início da década de 1990, o clube readquiriu o terreno, através de permuta pela área do seu ginásio coberto no Mourisco, na Praia de Botafogo. Com o terreno, retomou posse do casarão que foi sua antiga sede e se encontrava em estado de ruína - um processo de tombamento como patrimônio histórico da cidade impedira a Vale de colocá-la abaixo para construir um edifício-sede da companhia.
O Botafogo, em parceria com uma empreiteira, recuperou inteiramente o palacete e ergueu no terreno do antigo estádio um shopping center, o atual Casa e Gourmet Rio (antigo Rio Plaza e Rio Off-Price), em cuja cobertura estão hoje o seu campo de treinos (que leva o nome do antigo craque Nílton Santos), o moderno Centro de Treinamento João Saldanha (homenagem ao falecido jornalista e treinador que levou o clube ao título de campeão carioca em 1957), a concentração da equipe profissional com uma dúzia de apartamentos, além de um ginásio de basquete e vôlei, três piscinas para sócios, quadras polivalentes, restaurante e outros equipamentos. A reinauguração do novo complexo sócio esportivo, em 22 de janeiro de 1992, marcou um forte revigoramento do Botafogo no cenário futebolístico nacional e internacional.

## Partidas de inauguração e reinauguração
Inauguração
| 13 de maio de 1913 | Botafogo   | 1 – 0 | Flamengo | General Severiano, Rio de Janeiro Público: 3000 Árbitro: Mário Pernambuco Auxiliares: |
|                    | Mimi Sodré |       |          |                                                                                       |

- Botafogo: Álvaro Werneck, Edgard Dutra e Edgard Pullen; Pino, Rolando de Lamare e Juca Couto; Villaça, Abelardo de Lamare, Facchine, Mimi Sodré e Lauro Sodré.
- Flamengo: Casusa, Píndaro e Nery; Gallo, Amarante "Zalacain" e Lawrence; Orlando ‘Bahiano’, Alberto Borgerth, Figueira "Joca", Dell Nero e Raul de Carvalho.

Reinauguração
| 28 de agosto de 1938 | Botafogo          | 3 – 2 | Fluminense     | General Severiano, Rio de Janeiro Público: Árbitro: José Ferreira Lemos Auxiliares: |
|                      | Patesko · Perácio |       | Bioró · Sandro |                                                                                     |

- Botafogo: Aymoré Moreira, Bibi e Nariz; Zezé Moreira, Martim (Del Popolo) e Canalli; Théo, Pascoal (Nélson Juliani), Carvalho Leite, Perácio e Patesko.
- Fluminense: Batatais, Moysés e Guimarães (Machado); Santamaria, Brant e Orozimbo; Bioró (Novelli), Romeu, Sandro, Tim e Hércules.

## Ginásio

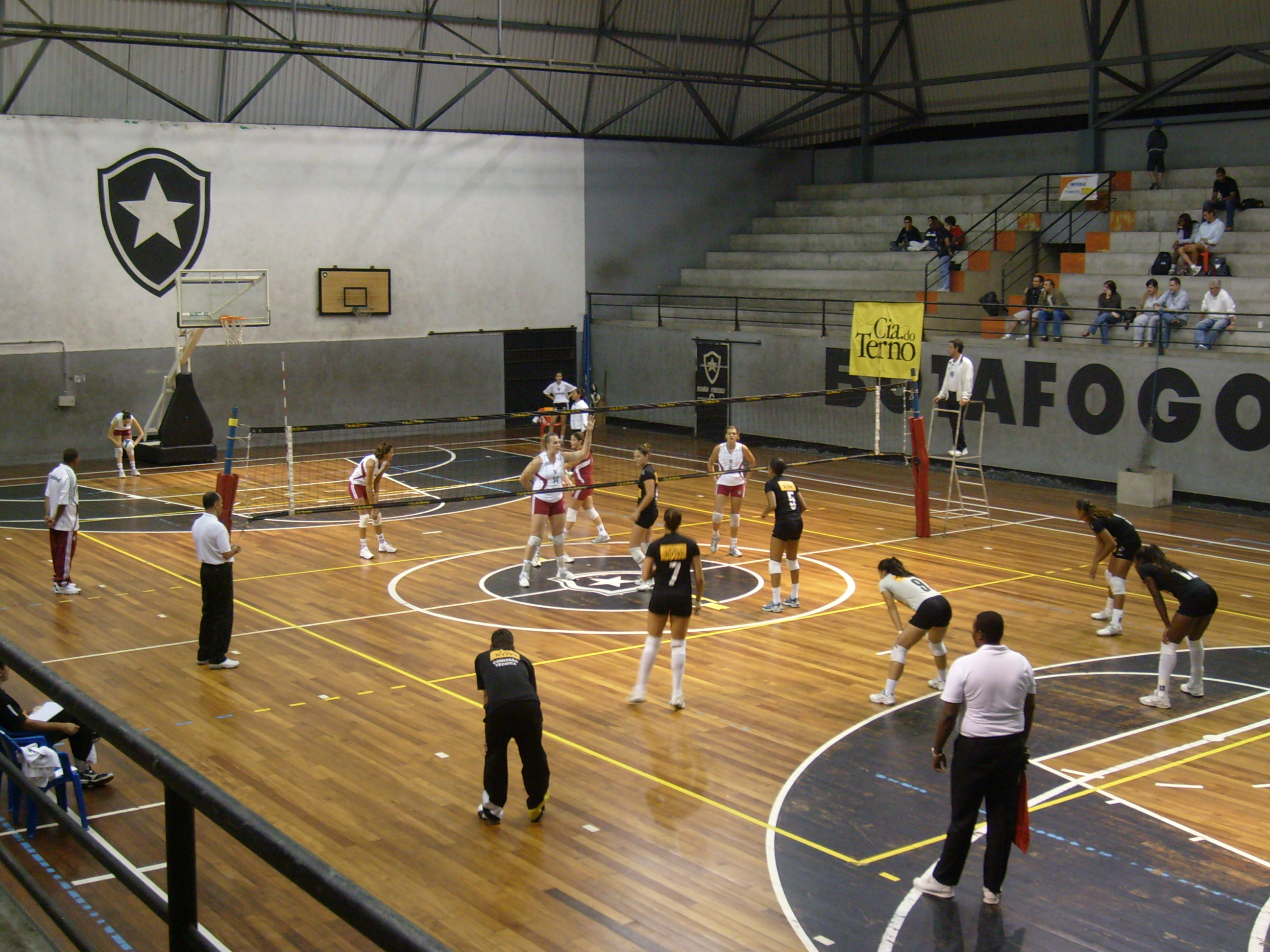
Ginásio.

Atualmente, há na sede do clube um ginásio poliesportivo. Abriga partidas de vôlei, basquete e outros esportes. As escolinhas dos desportos de quadra do Botafogo são realizadas no local.

## Retrospecto do Botafogo
- Jogos: 476 (1913 a 1974)
- Vitórias: 318
- Empates: 70
- Derrotas: 88
- Gols pró: 1415
- Gols contra: 659